# Viagem de Guilherme II ao Levante em 1898

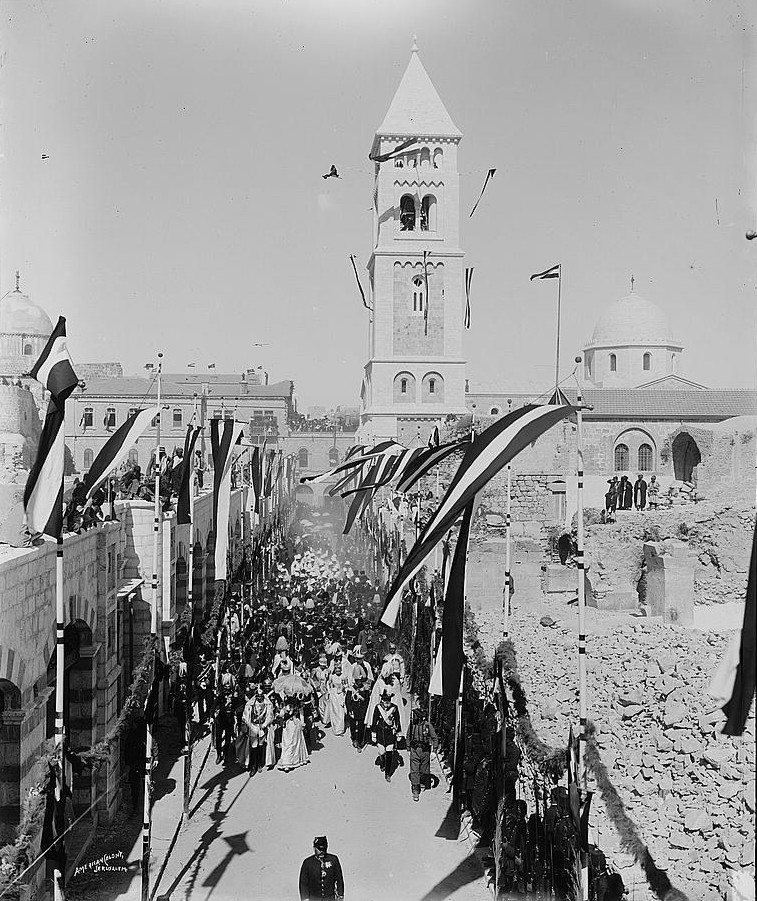
Guilherme II e sua esposa Augusta Vitória (sob o guarda-chuva) lideram o cortejo real passando pela Igreja Luterana do Redentor, em Jerusalém, que eles vieram inagurar em 31 de outubro de 1898

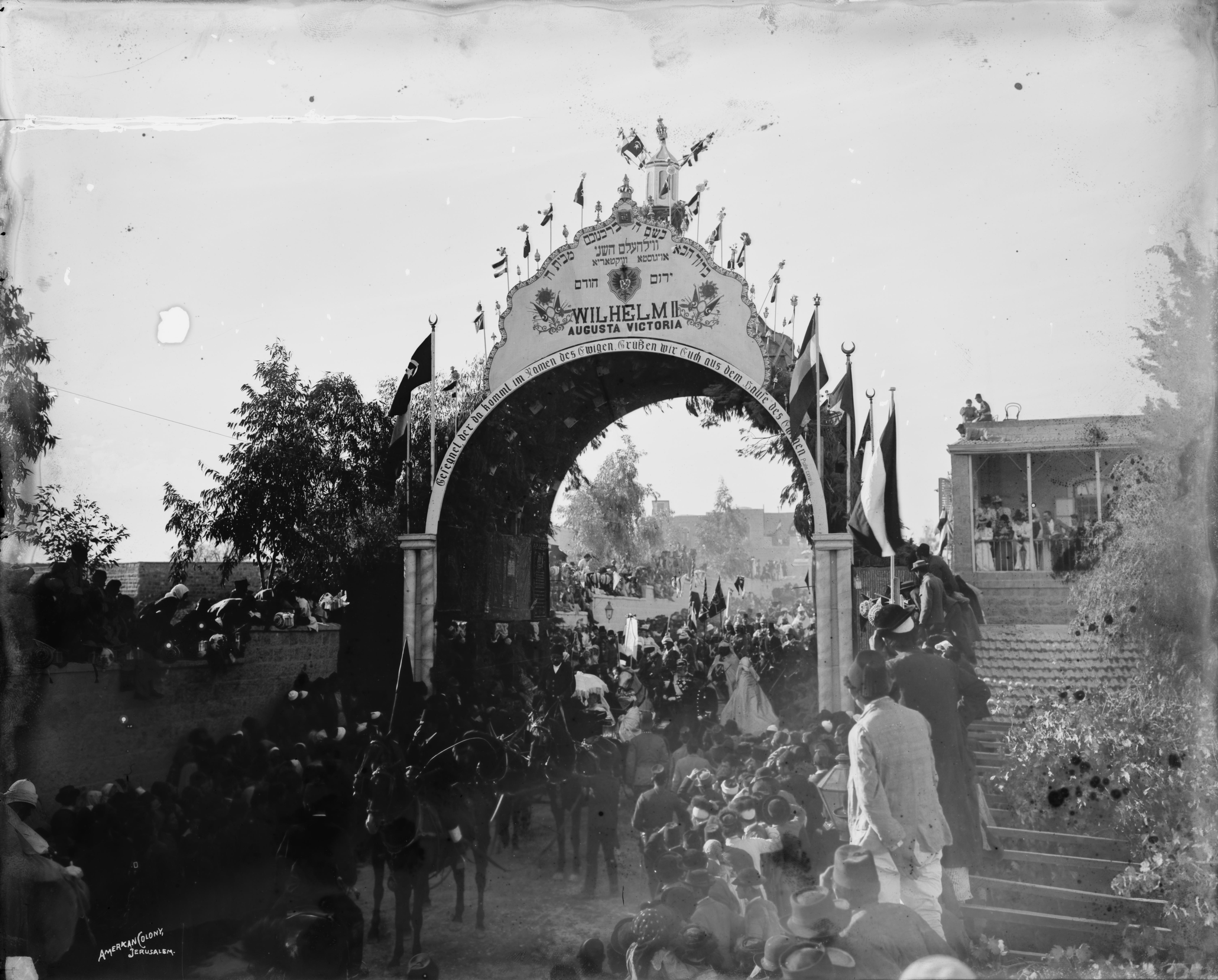
O Kaiser passando por um arco erguido pela comunidade judaica de Jerusalém.

O imperador alemão Guilherme II fez uma visita de Estado ao Império Otomano entre 25 de outubro e 12 de novembro de 1898.

## Jornada
O Kaiser iniciou sua jornada para os eialetes otomanos em Istambul em 16 de outubro de 1898; em seguida, embarcou em um iate para Haifa em 25 de outubro. Após visitar Jerusalém e Belém, o Kaiser retornou a Jafa para embarcar em Beirute, onde tomou o trem, passando por Aley e Zalé, para chegar a Damasco em 7 de novembro. Durante uma visita ao Mausoléu de Saladino no dia seguinte, o Kaiser fez um discurso:
Diante de todas as cortesias que nos foram prestadas aqui, sinto que devo agradecer, em meu nome e também em nome da Imperatriz, pela calorosa recepção que nos foi dada em todas as cidades que visitamos e, em particular, pela esplêndida acolhida que nos foi dada por esta cidade de Damasco. Profundamente comovido por este espetáculo imponente, e também pela consciência de estar no local onde reinou um dos governantes mais cavalheirescos de todos os tempos, o grande Sultão Saladino, um cavaleiro sem pena e sem reprovação, que muitas vezes ensinou a seus adversários a correta concepção da cavalaria, aproveito com alegria a oportunidade para agradecer, sobretudo ao Sultão Abdulamide, por sua hospitalidade. Que o Sultão tenha a certeza, e também os trezentos milhões de muçulmanos espalhados pelo globo e que nele reverenciam seu califa, de que o Imperador Alemão será e permanecerá em todos os momentos seu amigo. 
Em 10 de novembro, Guilherme foi visitar Balbeque antes de seguir para Beirute para embarcar em seu navio de volta para casa em 12 de novembro.

## Assentamento alemão na Palestina
Sua visita despertou o interesse pelas colônias templárias alemãs na Palestina. Um dos companheiros de viagem do Kaiser, o Coronel Joseph von Ellrichshausen, iniciou a formação de uma sociedade para o avanço dos assentamentos alemães na Palestina, chamada Gesellschaft zur Förderung der deutschen Ansiedlungen in Palästina, em Stuttgart. A sociedade permitiu que os colonos adquirissem terras para novos assentamentos, oferecendo-lhes empréstimos com juros baixos. Posteriormente, os segundos e terceiros filhos dos colonos originais, em sua maioria de Württemberg, fundaram Wilhelma (em homenagem a Guilherme II de Württemberg, rei da terra natal da geração parental dos moradores do novo assentamento, agora chamada Bnei Atarot) em 1902, perto de Lida, Walhalla (1903), perto da colônia original de Jafa, seguida por Belém da Galileia (1906). O cisma de 1874 dentro do movimento templário, seguido pelo proselitismo protestante, levou alguns templários cismáticos a se juntarem a congregações protestantes locais apoiadas por igrejas protestantes nacionais dos estados da Alemanha unificada. A colônia não templária de Waldheim (hoje Alonei Abba) foi posteriormente fundada próxima a Belém da Galileia em 1907 por templários proselitistas, agora filiados à Igreja Estatal da Antiga Prússia.

## Herzl e o sionismo
Uma Surpresa Oriental

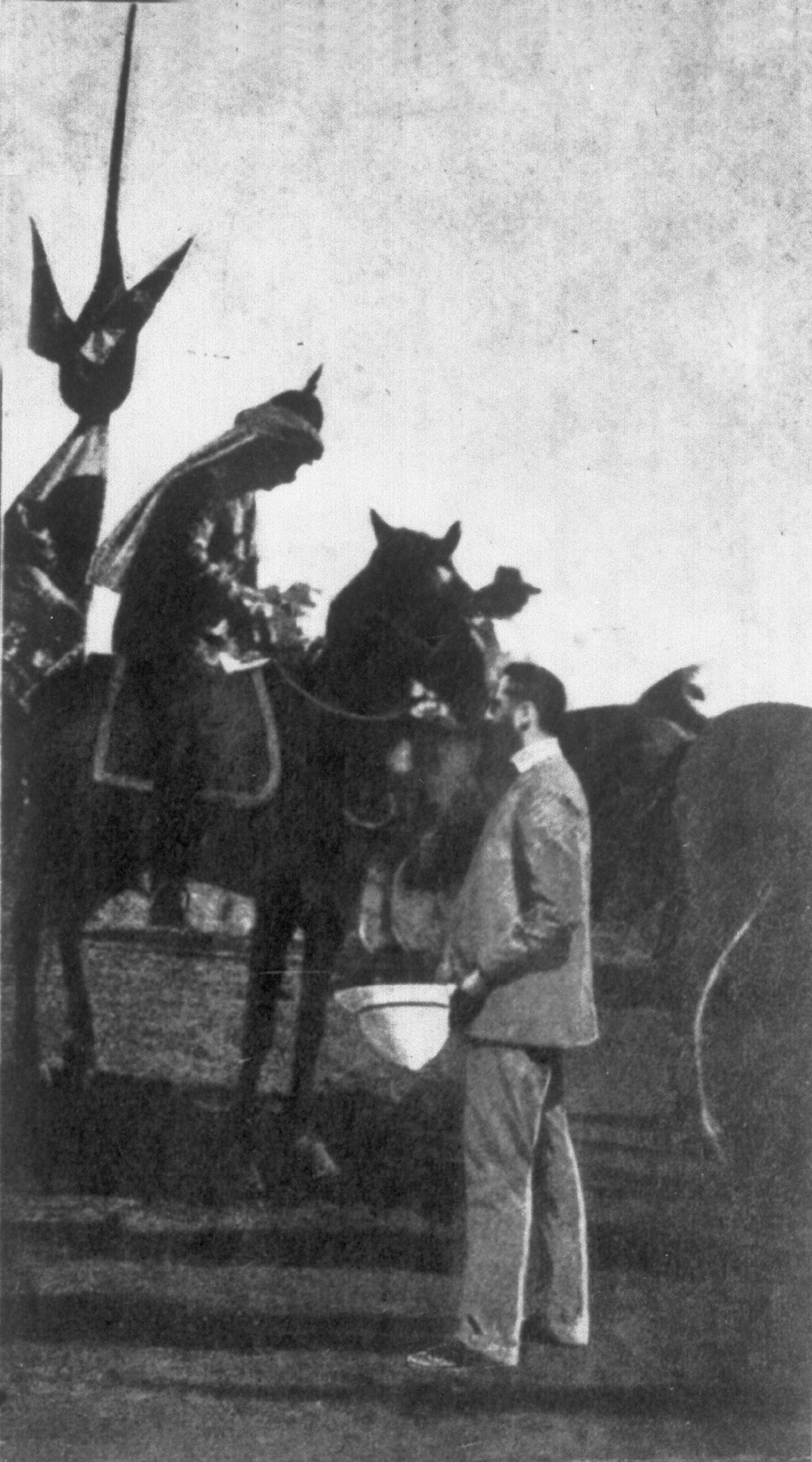
Fotomontagem do breve encontro de Herzl com o Kaiser, nos arredores de Mikveh Israel.

Resultado Importante da Viagem do Kaiser
Sultão e Imperador Concordam na Palestina
Sanção Benevolente Concedida ao Movimento Sionista
Um dos resultados mais importantes, senão o mais importante, da visita do Kaiser à Palestina é o imenso impulso que deu ao sionismo, o movimento pelo retorno dos judeus à Palestina. O ganho para esta causa é tanto maior quanto imediato, mas talvez ainda mais importante seja a ampla influência política que esta ação imperial provavelmente terá.
Não tem sido amplamente divulgado que, quando o Kaiser visitou Constantinopla, o Dr. Herzl, o líder do movimento sionista, estava lá; novamente, quando o Kaiser entrou em Jerusalém, encontrou o Dr. Herzl lá. Estas não foram meras coincidências, mas sinais visíveis de fatos consumados.

Daily Mail, 18 de novembro de 1898
A visita resultou no evento político de maior destaque na vida de Theodor Herzl, considerado o fundador do sionismo. Graças aos esforços de William Hechler, por meio do tio do Kaiser, Frederico I, Grão-Duque de Baden, Herzl encontrou-se publicamente com Guilherme II três vezes durante a viagem, uma vez em Istambul (em 15 de outubro de 1898) e duas vezes na Palestina (em 29 de outubro e 2 de novembro). Os encontros promoveram significativamente a legitimidade de Herzl e do sionismo na opinião pública judaica e mundial.
Durante a audiência em Istambul, o Kaiser perguntou a Herzl o que ele desejava que ele pedisse ao Sultão: "Diga-me em poucas palavras o que devo pedir ao Sultão", ao que Herzl respondeu: "Uma Companhia de Carta – sob proteção alemã". O Kaiser abordou o assunto duas vezes com o Sultão; este recusou, mesmo em troca de os judeus assumirem a considerável dívida externa turca, visto que o sionismo era altamente impopular entre a população local na Palestina.
Esta foi a primeira visita de Herzl a Jerusalém, e foi deliberadamente coordenada com a de Guilherme II para garantir o reconhecimento público mundial de si mesmo e do sionismo. Herzl e Guilherme II se encontraram publicamente pela primeira vez em 29 de outubro, em Mikveh Israel, um pequeno assentamento agrícola judaico financiado pelos Rothschild. Foi um encontro breve, mas histórico. Foi o primeiro reconhecimento público de Herzl como líder do movimento sionista mundial por uma grande potência europeia. Fotografias foram tiradas do evento, mas mal posicionadas, de modo que apenas partes do encontro foram realmente registradas. Ocorreu um problema com a fotografia, mas uma composição de fotomontagem das imagens foi feita posteriormente para apresentação histórica e mundial.
Herzl teve uma segunda audiência formal e pública com o imperador no acampamento de tendas deste último na Rua dos Profetas, em Jerusalém, em 2 de novembro de 1898.
Nas apresentações públicas fora de Mikveh e Jerusalém, Herzl soube que o pedido do Kaiser ao Sultão não havia sido bem-sucedido, e que o Kaiser não tinha mais interesse em Herzl ou no sionismo. Embora o Kaiser Guilherme tenha recuado em apoiar o projeto de Herzl, diversas publicações na imprensa classificaram a reunião como importante e bem-sucedida, pois Herzl e o sionismo haviam tido alguma legitimidade política.

## Eventos notáveis

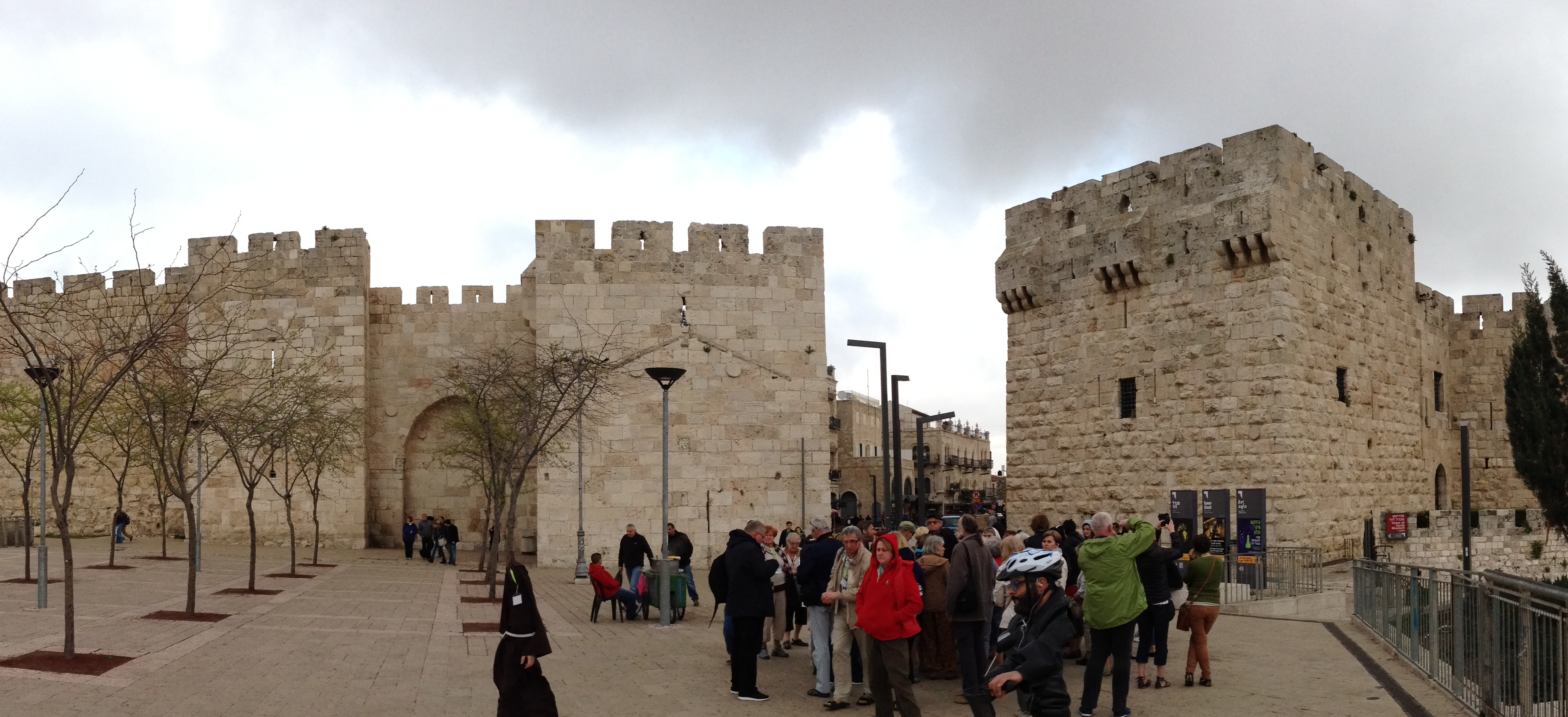
Brecha na muralha de Jerusalém feita no Portão de Jafa preenchida para acomodar a entrada triunfal do Kaiser

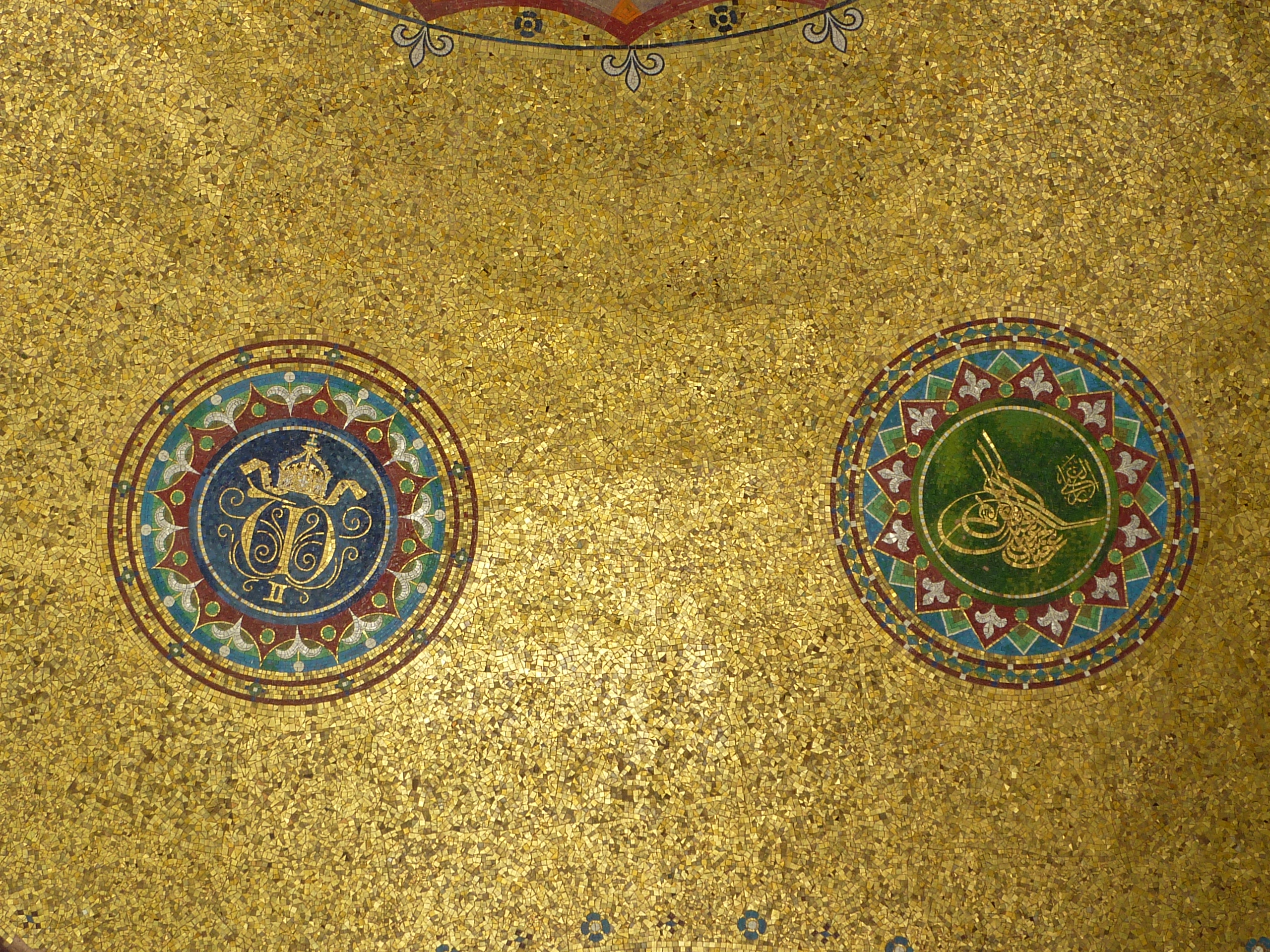
O monograma de Guilherme II e a tughra de Abdulamide II na cúpula da Fonte Alemã em Istambul, comemorando a visita do Kaiser à Turquia em 1898.

- Em Damasco, os estudiosos que acompanhavam o Kaiser foram autorizados a examinar os manuscritos do Domo do Tesouro.[8]
- Em Jerusalém, o Kaiser dedicou a Igreja Luterana do Redentor, doando generosamente para a construção em andamento (1897-1902) do Centro Médico Shaare Zedek, iniciado por judeus alemães, concedeu uma doação para comprar o terreno para o novo edifício do Hospital Biqqur Cholim e adquiriu terras para construir a Abadia da Dormição e a Paulus-Haus para a Associação Alemã da Terra Santa.
- O governo otomano planejou uma grande abertura (uma "brecha") na muralha da cidade de Jerusalém, próxima ao Portão de Jafa , agora acessível a pedestres, para permitir a entrada triunfal do Kaiser. Quando, antes de sua viagem, o consulado alemão em Jerusalém relatou a Guilherme II o plano otomano de abrir uma brecha nas muralhas de Jerusalém, ele observou:[9] "Isso deve ser inibido, não espero que tal barbárie realmente aconteça."[10] A abertura, que o Kaiser considerou um ato bárbaro ao patrimônio histórico da cidade, permanece até hoje.
- A Cruz de Jerusalém (Prússia) foi concedida àqueles que viajaram em visita à Palestina e compareceram à inauguração da Igreja Luterana do Redentor.